# Politikåret 1894

## Händelser
- 5 mars – Archibald Primrose efterträder William Ewart Gladstone som Storbritannien premiärminister.[1]
- 4 juli – Republiken Hawaii utropas.[2]
- 16 juli – Japan och Storbritannien undertecknar Aoki-Kimberley-fördraget.[3]
- 7 augusti – Tage Reedtz-Thott efterträder Jacob Brønnum Scavenius Estrup som Danmarks konseljpresident.[4]
- 15 oktober – Franska polisen arresterader den judiske generalstabsofficeren och artillerikaptenen Alfred Dreyfus, som misstänks ha utlämnat militära dokument till den tyske militärattachén i Paris, vilket blir början till Dreyfusaffären.[5]
- 29 oktober – Chlodwig zu Hohenlohe-Schillingsfürst efterträder Leo von Caprivi som Tysklands rikskansler.[6]
- 12 december – Mackenzie Bowell efterträder John Thompson som Kanadas premiärminister.[7]
- 22 december – I Frankrike döms Alfred Dreyfus för högförräderi.[3]
- Okänt datum – Petrópolis blir delstatshuvudstad i delstaten Rio de Janeiro i Brasilien.[8]

## Val och folkomröstningar
- 29 oktober – Första valen i Hawaii hååls.[3]
- 9 december – Konfessionella katolska partiet blir största parti vid parlamentsval i Belgien.[3]

## Organisationshändelser
- 5 februari – En kvinnlig rösträttsorganisation bildas i Amsterdam i Nederländerna.[3]

## Födda
- 5 december – Charles Robberts Swart, sydafrikansk politiker, generalguvernör 1959–1961, statspresident 1961–1967.

### Fotnoter
1. ↑  ”United Kingdom” (på engelska). World Statesmen. http://www.worldstatesmen.org/United_Kingdom.html. Läst 1 augusti 2015.
2. ↑  ”Hawaii” (på engelska). World Statesmen. http://www.worldstatesmen.org/US_states_F-K.html#Hawaii. Läst 28 juli 2015.
3. 1 2 3 4 5  ”Chronology of World History” (på engelska). World Timeline. Arkiverad från originalet den 25 juli 2015. https://web.archive.org/web/20150725061839/http://worldtimeline.info/wor1893.htm. Läst 28 juli 2015.
4. ↑  ”Denmark” (på engelska). World Statesmen. http://www.worldstatesmen.org/Denmark.html. Läst 29 juli 2015.
5. ↑  Sven-Eric Liedman (10 juli 1994). ”Början till en process vars slut vi ännu inte sett. Dreyfusaffären bara en etapp i antisemitismens och rasismens långa historia”. Dagens nyheter. Arkiverad från originalet den 10 mars 2016. https://web.archive.org/web/20160310083427/http://www.dn.se/arkiv/kultur/borjan-till-en-process-vars-slut-vi-annu-inte-sett. Läst 28 juli 2015.
6. ↑  ”Germany” (på engelska). World Statesmen. http://www.worldstatesmen.org/Germany.html. Läst 29 juli 2015.
7. ↑  ”Canada” (på engelska). World Statesmen. http://www.worldstatesmen.org/Canada.html. Läst 1 augusti 2015.
8. ↑  ”Emperor Street” (på engelska). World Digital Library. http://www.wdl.org/en/item/1360/. Läst 28 juli 2015.